# Boara Pisani
Boara Pisani ist eine nordostitalienische Gemeinde (comune) mit 2372 Einwohnern (Stand 31. Dezember 2023) in der Provinz Padua in Venetien. Die Gemeinde liegt etwa 34 Kilometer südsüdwestlich von Padua an der Etsch und etwa vier Kilometer nördlich von Rovigo. Boara Pisani grenzt unmittelbar an die Provinz Rovigo.

## Persönlichkeiten
- Massimo Ghirotto (* 1961), Radrennfahrer